# إيلنور جعفروف
إيلنور جعفروف (بالأذرية: Elnur Cəfərov)‏ هو لاعب كرة قدم أذربيجاني في مركز الهجوم، ولد في 28 مارس 1997 في لنكران في أذربيجان. شارك مع منتخب أذربيجان تحت 17 سنة لكرة القدم ومنتخب أذربيجان تحت 19 سنة لكرة القدم ومنتخب أذربيجان تحت 21 سنة لكرة القدم ومنتخب أذربيجان لكرة القدم. أما مع النوادي، فقد لعب مع نادي خزر لنكران.

## وصلات خارجية
- إيلنور جعفروف على موقع الاتحاد الأوربي (الإنجليزية)
- إيلنور جعفروف على موقع إي إس بي إن إف سي (الإنجليزية)
- إيلنور جعفروف على موقع قاعدة بيانات كرة القدم.إي يو (الإنجليزية)
- إيلنور جعفروف على موقع ليكيب (الفرنسية)
- إيلنور جعفروف على موقع ناشيونال فوتبول تيمز (الإنجليزية)
- إيلنور جعفروف على موقع Soccerway.com (الإنجليزية)
- إيلنور جعفروف على موقع عالم كرة القدم.نت (الإنجليزية)